# Município de Bloom (condado de Wood, Ohio)
Localização do Ohio nos E.U.A.
O município de Bloom (em inglês: Bloom Township) é um município localizado no condado de Wood no estado estadounidense de Ohio. No ano 2010 tinha uma população de 2609 habitantes e uma densidade populacional de 28,25 pessoas por km².

## Geografia
O município de Bloom encontra-se localizado nas coordenadas 41° 12′ 01″ N, 83° 35′ 58″ O. Segundo a Departamento do Censo dos Estados Unidos, o município tem uma superfície total de 92.36 km², da qual 92,26 km² correspondem a terra firme e (0,11 %) 0,11 km² é água.

## Demografia
Segundo o censo de 2010, tinha 2609 pessoas residindo no município de Bloom. A densidade de população era de 28,25 hab./km².